# Édouard Vuillard

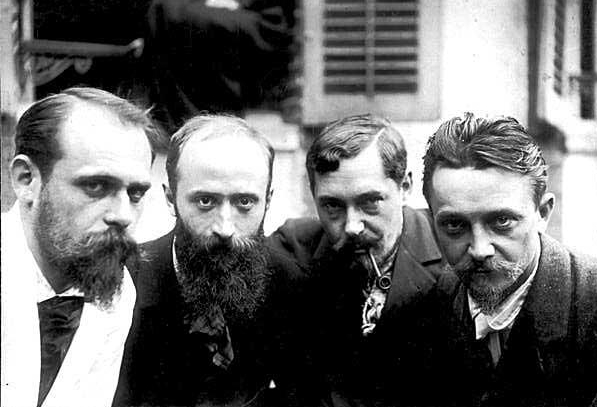
Da esquerda para a direita: Ker-Xavier Roussel, Édouard Vuillard, Romain Coolus e Felix Vallotton, em 1899.

Jean-Édouard Vuillard (Cuiseaux, 11 de novembro de 1868 — La Baule-Escoublac, 21 de junho de 1940) foi um ilustrador do grupo Les Nabis e pintor francês.

## Biografia
Édouard Vuillard mudou-se, com sua família, para Paris em modestas circunstâncias, em 1878. Após a morte de seu pai, em 1884, recebeu uma bolsa de estudos para continuar sua educação. No Lycée Condorcet, Vuillard conheceu Ker-Xavier Roussel (futuro pintor e também cunhado de Vuillard), que o aconselhou a não seguir a carreira militar. Vuillard então entrou na École des Beaux-Arts, onde conheceu Pierre Bonnard.
Em 1885, Vuillard abandonou o Lycée Condorcet e uniu-se ao seu amigo Roussel para trabalharem no atelier do pintor Diogène Maillart, onde receberam rudimentos de formação artística. Em março de 1886, ingressou na Académie Julian, onde teve aulas com Tony Robert-Fleury. Admitido na Escola de Belas Artes de Paris em meados de 1887, foi aluno de Jean-Léon Gérôme.
Em 1888, juntou-se ao Les Nabis, contribuindo para a exposição do grupo na galeria de arte Le Barc de Boutteville. Posteriormente, dividiu um ateliê com os demais integrantes do Les Nabis (Pierre Bonnard e Maurice Denis).
Vuillard expôs pela primeira vez no Salon des Indépendants de 1901 e no Salon d'Automne em 1903. Na década de 1890, conheceu os irmãos Alexandre e Thadée Natanson, fundadores da revista cultural “La Revue Blanche”, que viria a publicar seus trabalhos gráficos, juntamente com os de Pierre Bonnard, Toulouse-Lautrec, Félix Vallotton e outros artistas.
Destaca-se em seu trabalho a representação de muitas cenas de interiores, onde transparece a atmosfera casual, doce e intimista da vida cotidiana. Durante seus estudos, já demonstrava interesse em naturezas-mortas e interiores domésticos, temas que marcaram sua obra. Mais tarde, também pintará grandes painéis decorativos com representações de paisagens.
Dentre seus painéis destacam-se o Théâtre des Champs-Élysées, em 1913; e suas últimas comissões recebidas em 1937 (Palais de Chaillot em Paris, com Bonnard) e 1939 (Palais des Nations em Genebra , com Denis, Roussel e Roger Chastel).
Dedicou-se ainda à litografia a partir de 1893. Desenhou várias ilustrações para livros e programas teatrais. Graças à sua amizade com o diretor teatral Aurelien-Marie Lugne-Poe realizou vários trabalhos de cenografia, atuando em diversas montagens teatrais de vanguarda na virada do século XIX para o XX.
Reconhecido pela qualidade de sua arte, foi eleito membro da Academia de Belas Artes em 1938.
Vuillard adoeceu em Junho de 1940; seus amigos Lucy e Jos Hessel, que decidiram deixar a capital frente ao avanço das tropas alemãs, não quiseram deixá-lo só em Paris e transportaram-no para La Baule; onde ele vem a falecer algumas semanas mais tarde no Castel Marie- Louise.
Ele está enterrado em Paris, no cemitério de Batignolles.

## Obras
- 1891 - O Interior Verde
- 1882 - Mulher Dormindo
- 1882 - Autorretrato
- 1883 - A Mãe e a Irmã do Artista
- 1883 - A Cortina Amarela
- 1884 - Vida Matrimonial
- 1902 - O Almoço em Villeneuve-sur-Yonne
- Mulher de Azul Com Criança (Mãe e Filho)